# Бедренец козельцовый подвид камнелюбивый
Бедренец козельцовый подвид камнелюбивый — многолетнее травянистое растение, подвид рода Бедренец (Pimpinella) семейства Зонтичные (Apiaceae). В литературе и интернет-источниках встречается под названием Бе́дренец камнелюбивый (лат. Pimpinella lithophila) в ранге вида, которое является устаревшим синонимом.

## Распространение и экология
Ареал вида охватывает Крым. Эндемик. Описан со склонов горы Агармыш.
Произрастает на каменистых склонах и в расщелинах скал.

## Биологическое описание
Корень восходящий, корневая шейка густо покрыта остатками черешков отмерших листьев. Стебли высотой 15—40 см, в числе нескольких, прямостоячие, простые или наверху, редко от основания ветвистые, коротко и плотно опушённые.
Прикорневые листья продолговатые, на черешках почти равных или длиннее пластинки, последняя длиной 3—6 см и шириной 1—2 см, многочисленные, просто-перистые, с 3—5 парами сидячих, перисто-надрезанных или глубоко зубчатых листочков, коротко опушённых или почти голых. Стеблевые листья более мелкие, сидячие на расширенном влагалище.
Зонтики в поперечнике 1,5—2 см, с 5—10 неравными по длине, короткоопушёнными лучами; зонтички в диаметре 0,5—0,7 мм, 10—16-цветковые. Обёртки и обёрточки отсутствуют. Лепестки белые, длиной около 1 мм, на спинке волосистые, на верхушке выемчатые.
Плоды яйцевидные, густо коротко-волосистые, длиной 1,5 мм, шириной около 1 мм.

## Классификация

### Таксономия[1]
Pimpinella tragium subsp. lithophila (Schischk.) Tutin, 1968, Feddes Repert. 79: 62
Бедренец козельцовый подвид камнелюбивый включается в состав вида Бедренец козельцовый (Pimpinella tragium) рода Бедренец (Pimpinella) семейства Зонтичные (Apiaceae) порядка Зонтикоцветные  (Apiales). Кладограмма в соответствии с Системой APG IV:
|  |                                      |  |                                   |                                   |                     |  | ещё 6 семейств | ещё 6 семейств |                      |  |  |  | еще 171 подтвержденный и 73 в статусе "непроверенных" видов и инфравидовых таксонов | еще 171 подтвержденный и 73 в статусе "непроверенных" видов и инфравидовых таксонов |  |  |
|  |                                      |  |                                   |                                   |                     |  | ещё 6 семейств | ещё 6 семейств |                      |  |  |  | еще 171 подтвержденный и 73 в статусе "непроверенных" видов и инфравидовых таксонов | еще 171 подтвержденный и 73 в статусе "непроверенных" видов и инфравидовых таксонов |  |  |
|  |                                      |  |                                   | порядок Зонтикоцветные            |                     |  |                |                | род Бедренец         |  |  |  |                                                                                     | Бедренец козельцовый подвид камнелюбивый                                            |  |  |
|  |                                      |  |                                   | порядок Зонтикоцветные            |                     |  |                |                | род Бедренец         |  |  |  |                                                                                     | Бедренец козельцовый подвид камнелюбивый                                            |  |  |
|  | отдел Цветковые, или Покрытосеменные |  |                                   |                                   | семейство Зонтичные |  |                |                | Бедренец козельцовый |  |  |  |                                                                                     |                                                                                     |  |  |
|  | отдел Цветковые, или Покрытосеменные |  |                                   |                                   |                     |  |                |                |                      |  |  |  |                                                                                     |                                                                                     |  |  |
|  |                                      |  | ещё 63 порядка цветковых растений | ещё 63 порядка цветковых растений |                     |  |                | ещё 447 родов  | ещё 447 родов        |  |  |  | еще 6 подтвержденных и 1 в статусе "непроверенных" инфравидовых таксонов            |                                                                                     |  |  |
|  |                                      |  |                                   | ещё 63 порядка цветковых растений |                     |  |                |                | ещё 447 родов        |  |  |  |                                                                                     |                                                                                     |  |  |